# Файн, Ирвинг
Ирвинг Гиффорд Файн (англ. Irving Gifford Fine; 3 декабря 1914, Бостон — 23 августа 1962, там же) — американский композитор и музыкальный педагог, профессор (с 1954). Представитель Бостонской музыкальной школы.

## Биография
Родился в семье еврейских эмигрантов из Российской империи (ныне Латвия) Джорджа Файна и Шарлотты Фридман. В 1933-1938 годах обучался в Гарвардском университете в Бостоне. Ученик У. Пистона, Э. Хилла и С. А. Кусевицкого. Позже, в 1938-1939 годах брал уроки у Н. Буланже в Париже.
Преподавал композицию в Гарвардском университете (1947-1950), в Беркширском музыкальном центре в Танглвуд]е (1946-1957), в Брандейском университете в Уолтеме (Массачусетс, 1950-1962).
В творчестве И. Файн испытал влияние И. Ф. Стравинского и П. Хиндемита и тяготел к неоклассицизму, в некоторых произведениях использовал серийную технику.
Автор статей, опубликованных в журналах «Modern Music», «Musical America» и др.
Дважды становился стипендиатом Гуггенхейма, выпускник программы Фулбрайта. Отмечен премией Американской академии искусств и литературы.

## Избранные музыкальные сочинения
- кантата Хоровой «Нью-Йоркер» (1944)
- для оркестра - симфония (1962)
- музыка для современного танца (1941)
- концертное токката (1947) и др. пьесы
- Серьёзная песнь-плач (Serious song: a lament…) для струнного оркестра (1955)
- Голубые башни (1959)
- Диверсии (1959–60)
- камерно-инструментальные ансамбли - соната для скрипки с фортепиано (1946)
- фантазия для струнного трио (1956)
- струнный квартет (1950)
- партита (1948)
- романс (1958) для квинтета духовых
- для хора с оркестром - 3 хора (по книге «Алиса в стране чудес», 1942), гимн In gratio jubilo (1949)
- фортепианные пьесы
- песни с фортепиано